# You're Still the One
You're Still the One è un singolo della cantante canadese Shania Twain, pubblicato nel gennaio 1998 come terzo singolo estratto dall'album Come on Over.

## Il brano
Il brano è stato coscritto dalla stessa artista con l'ex marito Robert John "Mutt" Lange e da lui prodotto. Il testo si ispira al loro matrimonio che molti critici credevano non sarebbe durato a lungo, vista anche la notevole differenza di età.
La canzone ha ricevuto quattro nomination nell'ambito dei Grammy Awards 1999, aggiudicandosene due: "Miglior canzone country" e "Miglior interpretazione femminile country vocale".
Il brano si è anche aggiudicato altri premi, tra cui quello come "Best Selling Single" ai Billboard Music Awards 1998 e quello come "Single of the Year" ai Canadian Country Music Awards 1998.

## Video
Il videoclip del brano, diretto da David Hogan, è stato girato a Malibù e Los Angeles ed è  interamente in bianco e nero. Mostra la Twain su di una spiaggia di notte alla luce della luna con la partecipazione del modello John Devon, che più tardi apparirà anche nel video di That Don't Impress Me Much.

## Tracce
CD singolo USA
1. You're Still the One (Radio Edit w/Intro) – 3:34
2. Don't Be Stupid (You Know I Love You) (Remix) – 3:37

CD Maxi singolo CA
1. You're Still the One (Radio Edit w/Intro) – 3:36
2. You're Still the One (Album version) – 3:32
3. Don't Be Stupid (You Know I Love You) (Dance Mix) – 4:45

CD Maxi singolo EU
1. You're Still the One (Single Version) – 3:19
2. (If You're Not in It for Love) I'm Outta Here! (Mutt Lange Mix) – 4:21
3. You Win My Love (Mutt Lange Mix) – 3:54
4. You're Still the One (LP Version) – 3:34

## Classifiche

### Classifiche settimanali
| Classifica (1998) | Posizione massima |
| ----------------- | ----------------- |
| Australia         | 1                 |
| Canada            | 1                 |
| Regno Unito       | 10                |
| Stati Uniti       | 2                 |

### Classifiche di fine anno
| Classifica (1998) | Posizione |
| ----------------- | --------- |
| Australia         | 9         |
| Paesi Bassi       | 12        |
| Stati Uniti       | 3         |

### Classifiche di fine decennio
| Classifica (1990-99) | Posizione |
| -------------------- | --------- |
| Stati Uniti          | 34        |
| Paesi Bassi          | 97        |

### Classifiche di tutti i tempi
| Classifica (1958-2021) | Posizione |
| ---------------------- | --------- |
| Stati Uniti            | 94        |